# Taylor, Missouri
Taylor este o comunitate neîncorporată din comitatul Marion, statul Missouri, Statele Unite ale Americii. Localitatea este situată la altitudinea de 149 m deasupra n.m., în nord-estul statului Missouri la 8,6 km vest de fluviul Mississippi.